# 嫗戸柵
嫗戸柵（うばとのさく/うばこのさく/おばこのさく）は、岩手県盛岡市内にあり蝦夷俘囚の長を名乗った安倍氏の勢力範囲最北の古代城柵。厨川柵と連立した造りと考えられ、安倍氏の重要拠点であった。盛岡市安倍館町の「安倍館遺跡」が擬定地とされていたが、現在残っている遺構は中世工藤氏の厨川城跡と考えられている。

## 概要
嫗戸柵は、平安時代中期の11世紀前半に奥六郡にあった安倍頼時が興し、その後次男・安倍貞任が拠点とした。厨川柵と共に一連の柵を形成したと考えられている。前九年の役最終盤の1062年（康平5年）に厨川柵と共に陥落した。
「嫗戸」の読みは、現在まで地名が連なっていないため明確ではなく、いずれの読み方にも根拠は無いが、一般的に「うばと」と表されることが多い。実戦的な柵としての「厨川柵」に対し、安倍氏の女性が生活していた館だとすれば、老婆を表す「うばと」または娘を表す「おばこ」と読むのが適当か。現在も残っている地名で、盛岡市上堂（かみどう）を「うわどう」と読み「うわどのさく」と見る向きもある。
また、同県滝沢市「姥屋敷」に安倍氏が逃げ延びたという伝承のあることから、この地であるという説もある。近年の研究では、岩鷲山東林寺や八幡館山遺跡（いずれも滝沢市内）を擬定地とする見解もある。
盛岡市教育委員会による同市厨川地域における2018年（平成30年）までの発掘調査の成果では、同市西青山3丁目の境橋遺跡、大館町・稲荷町にまたがる稲荷町遺跡や大新町遺跡・大館町遺跡・小屋塚遺跡、前九年1丁目の宿田遺跡、上堂4丁目の上堂頭遺跡などから、安倍氏時代にあたる10世紀末-11世紀中頃の土師器などの遺物や、竪穴建物や掘立柱建物などの遺構が検出されている。また西青山1丁目の赤袰遺跡では、同時期の鍛冶遺構や土師器生産遺構などが見つかっていることから、盛岡市教育委員会は、上記の諸遺跡の分布範囲内に厨川柵・嫗戸柵が存在したことはほぼ確実であろうとしている。

## 関連する伝承の地
- 手掛けの松（盛岡市箱清水）源頼義・源義家、または安倍氏方の女性が戦時に手を掛けたという伝承。
- 敵見ヶ森稲荷神社（盛岡市前九年・別称：狐森）安倍貞任の妻である袖萩の屋敷跡という伝承
- 八幡森（黄金競馬場跡・盛岡競馬場発祥の地）源頼義・義家が陣を置いたという伝承。
- 八幡館山遺跡（岩手県滝沢市大釜字白山・11世紀後半の遺跡）源頼義・義家が陣を置いたという伝承。